# Экспедиция на Паудер-Ривер
Экспедиция на Паудер-Ривер (англ. Powder River Expedition), также известная как Война на Паудер-Ривер или Война Коннора — крупномасштабная военная операция американской армии против лакота, шайеннов и северных арапахо. Военная кампания проходила на территории современных штатов Монтана, Вайоминг, Южная Дакота и Небраска.

## Предыстория
После Бойни на Сэнд-Крик, южные и северные шайенны, северные арапахо и лакота объединились в войне против американцев. Индейцы устраивали набеги вдоль реки Платт, жгли ранчо, нападали на станции дилижансов и караваны переселенцев, убивали людей и угоняли скот. Объединившись в огромный лагерь, они собрались в окрестностях реки Паудер. Эта территория, именуемая  Паудер-Ривер, была удалена от белых поселений и по договору форта Ларами являлась землёй индейцев.
В 1863 году Джон Бозмен и Джон Джейкобс искали прямой путь из Вирджиния-Сити, шахтёрского городка в Монтане, в центральный Вайоминг, для связи с Орегонским трактом. Дорога, проложенная ими, получила название Бозманский тракт. Индейцы воспринимали эту дорогу как угрозу для их традиционной жизни. В битве при Платт-Бридж в июле 1865 года более тысячи воинов атаковали американских солдат и сумели временно перекрыть движение по обеим дорогам — Бозманской и Орегонской. После битвы индейцы разбились на небольшие группы и отправились охотиться на бизонов.
Генерал-майор Гренвилл Додж, командующий департаментом Миссури, отправил карательную экспедицию на территорию Паудер-Ривер, которую возглавил бригадный генерал Патрик Коннор. Он разделил свои силы на три колонны, которые должны были окружить враждебных индейцев. Одну из колонн возглавил сам Патрик Коннор, остальные — Нельсон Коул и Сэмюэл Уокер. Все три колонны должны были соединиться в новом форте Коннор.

## Экспедиция Коннора
Бригадный генерал и его 675 солдат, индейские разведчики и гражданские погонщики вместе с обозом, полным припасов, покинули форт Ларами 1 августа 1865 года, чтобы соединиться с колоннами Коула и Уокера. Одним из его проводников был маунтинмен Джим Бриджер. Колонна Коннора двинулась на север и в августе основала форт Коннор в верхнем течении реки Паудер.

### Бой при Крейзи-Вуменс-Форк
13 августа 1865 года капитан Фрэнк Норт со скаутами-пауни находился на Крейзи-Вуменс-Форк, в верховьях реки Паудер. Его разведчики обнаружили небольшую группу шайеннских воинов и пустились в погоню. Во время преследования Норт отделился от своих людей примерно на полтора километра, и отступающие воины контратаковали его. Один из шайеннов ранил лошадь капитана, и Норт был вынужден отбиваться от нападавших. Вскоре его разведчик, Боб Уайт, а также несколько пауни, присоединились к нему. Потеряв убитыми несколько воинов, шайенны скрылись. Бой у Крейзи-Вуменс-Форк был первым сражением экспедиции.

### Резня на реке Паудер
В течение двух дней Фрэнк Норт и его скауты-пауни преследовали шайеннов, направлявшихся на север. В 2 часа ночи 16 августа 1865 года капитан и его пауни догнали группу на реке Паудер, примерно в 80 км к северу от форта Коннор. Шайенны разбили лагерь на ночь и отдыхали, и Норт решил на рассвете напасть на них. Утром пауни приблизились к лагерю. Заметив скаутов, шайенны приняли отряд Норта за дружественных сиу или арапахо, и не предприняли никаких враждебных действий. Пауни внезапно атаковали их, быстро убив всех 24 человек, включая Жёлтую Женщину, мачеху Джорджа Бента. Скауты потеряли 4 лошади, но захватили 18 лошадей и 17 мулов, многие из которых были с правительственными клеймами и принадлежали ранее американской армии.

### Битва при реке Тонг
Вместо того, чтобы преследовать шайеннов, обнаруженных скаутами Норта, Коннор двинулся на север к реке Тонг. 28 августа его разведчики наткнулись на селение арапахо. На следующий день Коннор атаковал деревню, лидером которой был Чёрный Медведь В селение находились в основном женщины, дети и старики. Большинство воинов отсутствовало, так как они отправились на войну с кроу. Удивлённые арапахо бежали из деревни, но перегруппировались и контратаковали, и Коннор был вынужден остановить преследование. Солдаты разрушили деревню, захватили около 500 лошадей, а также 8 женщин и 13 детей, которые впоследствии были освобождены. Коннор утверждал, что убил 35 воинов арапахо, а сам потерял 2 убитых и 5 раненых. Затем он двинулся на север по реке Тонг в южную часть Монтаны, а затем вернулся в форт Коннор, преследуемый воинами арапахо по пути. Северные арапахо, прежде не проявлявшие особой враждебности к белым, теперь присоединились к лакота и шайеннам.

## Экспедиция Сойерса
Тем временем экспедиция под командованием подполковника Джеймса Сойерса, состоящая из большого каравана фургонов, обозов снабжения, нескольких инженеров и сопровождающих солдат армии США, поднявшись вдоль реки Найобрэра, направлялась к Паудер-Ривер с намерением проложить дорогу в Монтану.

### Сражение при Бон-Пайл-Крик
13 августа 1865 года колонна Сойерса двигалась на запад. Солдаты, сопровождавшие экспедицию, включали батальон 5-й американской Добровольческой пехоты, роты С и D, под командованием капитана Джорджа Уиллифорда. Вечером, около Пампкин-Бьютт, их заметила группа индейских охотников. Воины вернулись в лагерь и сообщили о том вождям. Красное Облако из оглала и Утренняя Звезда из северных шайеннов, повели воинов к месту, где были замечены фургоны белых людей.
Индейцы напали на колонну Сойерса, убив 19-летнего гражданского служащего Нейтаниэла Хеджеса. На следующее утро оглала и северные шайенны вернулись и снова атаковали. 15 августа индейцы снова возобновили атаку на колонну, но прорвать оборону не смогли. Красное Облако и Утренняя Звезда, в сопровождении братьев Бентов из южных шайеннов, Джорджа и Чарльза, провели переговоры с подполковником Сойерсом о безопасном проходе обоза в обмен на один фургон с припасами. Сойерс согласился предоставить им припасы, в том числе фургон с сахаром, беконом, кофе, мукой и табаком. Когда оглала и шайенны ушли, появилась другая группа индейцев, которая тоже потребовала фургон с провизией. Им было отказано и они атаковали колонну, убив рядовых Энтони Нельсона и Джона Роуза. Солдаты открыли ответный огонь, убив двух воинов. Похоронив рядового Нельсона рядом с Натаниэлем Хеджесом и не сумев найти тело рядового Роуза, экспедиция Сойерса продолжила путь.

### Бой Сойерса
1 сентября 1865 года северные арапахо, разъярённые разрушением их деревни на реке Тонг, напали на колонну Сойерса, убив трёх человек. Индейцы, предположительно, потеряли двоих воинов убитыми. Колонна Сойерса простояла в осаде две недели, пока её не спасли войска Коннора.

## Экспедиция Коула и Уокера
1 июля 1865 года полковник Нельсон Коул покинул Омаху, Территория Небраска, с более чем 1400 солдатами и 140 фургонами с провизией. Его колонна проследовала вверх по течению реки Луп, а затем повернула восточнее Блэк-Хилс и 13 августа 1865 года прибыла к Литл-Миссури. Солдаты Коула в течение 900 км путешествия страдали от жажды и голода. Подполковник Сэмюэл Уокер и его 600 канзасских кавалеристов покинули форт Ларами 6 августа 1865 года и встретились с экспедицией Коула 19 августа 1865 года недалеко от Блэк-Хилс. Его люди также страдали от нехватки воды и он потерял несколько своих солдат из 16-го Канзасского кавалерийского полка из-за плохой питьевой воды, некоторые из солдат были босиком, а многие лошади и мулы были истощены.
Утром 1 сентября 1865 года более 1400 американских солдат и гражданских лиц из колонны полковника Нельсона Коула, возглавлявшей совместную с людьми Уокера экспедицию по реке Паудер, расположились лагерем на Алкали-Крик, притоке реки Паудер, на территории современного округа Кастер. Примерно в 2 км от основного лагеря более 300 хункпапа, итазипчо и миннеконжу попытались угнать армейских лошадей. Коул отправил на разведку капитана Эдварда Роуленда и 7 солдат. Преследуя маленький отряд воинов, разведчики неожиданно столкнулись с другими индейцами, выскочившими из лощины. В последующем бое пятеро из этих семи солдат пострадали — двое были убиты, трое ранены, один — смертельно. Позже той же ночью были убиты ещё двое американских солдат в охотничьем отряде. Потери лакота во время битвы при Алкали-Крик составили четверо убитыми и четверо ранеными.
На следующий день, в субботу 2 сентября 1865 года, произошло по меньшей мере три небольших стычки с индейскими воинами. В первом один воин был убит в бою. Во втором случае сообщений о жертвах не поступало. В третьем, позднее в тот же день, двое солдат были убиты, возвращаясь в лагерь после охоты. Отчаянно нуждаясь в провизии, Коул и Уокер решили следовать вдоль реки Паудер на север, чтобы найти колонну бригадного генерала Патрика Коннора и его обоз. Дойдя до устья Мизпа-Крика, оба полковника решили повернуть назад и вернуться на юг, чтобы найти левую колонну Коннора. 5 сентября появились индейцы, которые попытались отрезать собиравших отбившихся мулов погонщиков. Американцы открыли огонь, но индейцы не отступили. Часть солдат переправилась через реку Паудер и немедленно подверглась нападению. Поскольку лошади индейцев были в лучшем состоянии, лакота настигли солдат и загнали их в реку. Два солдата было убито, два ранено, остальные смогли спастись благодаря своевременному прибытию на место части роты артиллерии. После этого американские войска продолжили путь вверх по реке Паудер.
8 сентября 1865 года войска Коула и Уокера снова снова подверглись нападению. Несколько индейских воинов натолкнулись на солдат и, вернувшись в стойбище, которое находилось в 16 км от армейского лагеря, сообщили об их присутствии. Не желая, чтобы солдаты атаковали их селение, индейцы напали на них первыми. Впереди колонны шёл передовой отряд солдат, который первым подвергся нападению. Из 25 человек двое были убиты. Благодаря многозарядным винтовкам и артиллерии, солдаты оттеснили индейцев с поля боя. Относительно вооружения индейцев, Уокер сообщал, что шайенны и лакота имеют всего четыре или пять хороших мушкетов. Ближе к концу боя был ранен ещё один рядовой армии США. С 8 по 10 сентября бушевала снежная буря, а температура резко понизилась. В результате погибли 414 лошадей войска Коула и более 100 у Уокера, что вынудило солдат уничтожить фургоны, кавалерийское снаряжение и прочие вещи, которые они не могли взять с собой, к тому же они вынуждены были есть сырую конину.
10 сентября экспедиция Коннора начала отступать, но лакота и шайенны продолжали беспокоить солдат, нападая на измученное и голодающее войско. Рационы солдат упали до четверти и они ели лошадей и мулов, чтобы не умереть от голода. 13 сентября два разведчика из колонны бригадного генерала Коннора обнаружили войско Уокера и Коула на реке Паудер и сообщили им о недавно созданном форте Коннор. Коул, Уокер и их солдаты прибыли туда 20 сентября 1865 года. Их армия находилась в ужасном состоянии. Через четыре дня туда прибыл Патрик Коннор, который счёл солдат непригодными для дальнейшей службы и отослал их обратно в форт Ларами.

## Итоги
Хотя и добившись некоторых успехов, экспедиция не смогла одержать каких-либо побед или запугать индейцев. Единственным успехом кампании, стоившей огромных сумм, был захват Патриком Коннором лагеря северных арапахо. Две другие колонны, руководимые Коулом и Уокером, не только не смогли нанести лакота и шайеннам даже минимальных потерь, но и едва сумели спастись сами. Помимо постоянных атак со стороны индейцев, они оказались не готовы к суровым условиям походной жизни. Воин шайеннов Джордж Бент, участник боев 8 сентября, заявил, что индейцы уничтожили бы колонны Коула и Уокера, если бы у них было огнестрельное оружие. Сопротивление индейцев на Бозманском тракте стало ещё более решительным, чем до вторжения Коннора.
Экспедиция на Паудер-Ривер убедила правительство Соединённых Штатов в том, что необходимо защитить фургонную дорогу от форта Ларами до золотых приисков в Монтане. Весной 1866 года власти США направили к индейцам специальную мирную комиссию. Однако, пока велись переговоры, батальон пехотинцев США отправился патрулировать Бозманский тракт. Небольшие стычки между индейцами и солдатами переросли в новую войну.